# 9월 1일
9월 1일은 그레고리력으로 244번째(윤년일 경우 245번째) 날에 해당한다. 이 날이 토요일이나 일요일이 아닌 경우, 대한민국의 대학교의 2학기 개강은 대부분 이 날 시작한다.

## 사건
- 1914년 - 마사가 사망하면서 여행 비둘기가 멸종되었다.
- 1923년 - 간토 대지진: 일본의 간토 지방에서 지진이 발생하다. 지진 직후의 혼란 속에서 재일 조선인 6천 명이 군경과 자경단이 휘두른 죽창 등에 살해되다.
- 1939년 - 제2차 세계 대전: 나치 독일, 폴란드 침공. 제2차 세계 대전 발발.
- 1949년 - 이승만 정부는 여순사건을 반정부적인 시각으로 담아 사회적 통념에 반한다는 이유로 여수야화를 대한민국 최초의 금지곡으로 지정
- 1952년 - 대한민국, 국군 징병제 실시.
- 1955년 - 대한민국, 전국 인구조사 사상 첫 실시.
- 1955년 - 우한장강대교 공사 시작
- 1969년 - 리비아, 무아마르 알카다피 대위, 군사 쿠데타 일으켜 왕정 무너뜨리고 공화국 수립.
- 1980년 - 대한민국, 11대 전두환 대통령 취임.
- 1983년 - 대한항공 007편 여객기가 사할린섬 근해 상공서 소련의 수호이 Su-15 요격기에 격추돼 탑승자 269명 전원 사망.
- 1986년 - 대한민국, 외국산 담배 국내 시판 시작.
- 1996년 - 일본 해상자위대 소속 군함 2척, 제2차 세계 대전 종전 후 처음으로 부산에 입항.
- 2001년 - 일본, 가부키초 빌딩 화재가 발생하여 44명이 사망했다.
- 2003년 - 대한민국 정부, 종합부동산세 신설 등 관련 세법 개정 추진 발표.
- 2004년 - 러시아 연방 북오세티야공화국에서 베슬란 학교 인질 사태발생. 9월 3일 종료되었으며 이 과정에서 최소 385명이 사망했다.
- 2009년 - 배우  장진영이 병세가 악화되어 그녀의 향년 37세의 나이에 위암으로 사망하였다.
- 2015년 - 서울특별시 양천구에 있는 중학교에서 부탄가스 테러가 발생하여, 학교 내의 기물이 파손되었다.
- 2021년 - 인천광역시 연수구에 있는 인천새봄초등학교가 문을 열다.

## 문화
- 1918년 - 만해 한용운(韓龍雲), 불교 월간지 `유심'(惟心) 창간
- 1953년 - 대한민국, `국군의 방송' 송출 시작
- 1963년 - 대한민국 철도청 발족.
- 1975년 - 대한민국, 여의도 국회의사당 준공.
- 1976년 - 서울고속버스터미널이 영업을 시작했다.
- 1979년 - 파이어니어 11호, 토성에 접근.
- 1981년 - 대한민국, 서울특별시 지하철공사 발족.
- 1994년 - 대한민국, 수도권 지하철 분당선 수서-오리간 개통. (복정역과 이매역은 당시 개통 안함)
- 1997년 - 울산방송 TV 개국.
- 2000년 - 대한민국 케이블TV 축구전문채널 SBS 축구채널(現 SBS 플러스)개국
- 2001년 - 대한민국 울산광역시에서 Ubc Green FM 개국.
- 2003년 - 아리랑 라디오 라디오 방송 개국.
- 2011년 - 문화방송이 진주문화방송과 창원문화방송을 포함한 몇 개의 지역방송사를 합병하여 MBC경남으로 출범했다.
- 2014년 - 문화방송이 여의도 사옥 시대를 마감하고 서울 마포구 상암동의 신사옥으로 공식 이전했다.
- 2015년 - 중화인민공화국 랴오닝성 단둥시와 선양을 잇는 고속철도가 개통되었다. 하나은행과 외환은행을 합병한 KEB하나은행이 탄생했다.
- 2021년
  - 서울특별시 상암동 월드컵대교 본선 개통
  - 서부간선도로 지하화 개통

## 탄생
- 948년 - 요나라의 제5대 황제 요 경종. (~982년)
- 1145년 - 에스파냐의 여행가 이븐 주바이르. (~1217년)
- 1453년 - 스페인의 장군 곤살로 페르난데스 데 코르도바. (~1515년)
- 1792년 - 캐나다의 사업가 토머스 맥케이. (~1855년)
- 1856년 - 아일랜드의 정치인 존 에드워드 레드먼드. (~1918년)
- 1875년 - 홍콩의 제17대 총독 세실 클레멘티. (~1947년)
- 1911년
  - 대한제국의 시인, 작가 노천명. (~1957년)
  - 김홍조. (~2008년)
- 1926년 - 미국의 만화책 아티스트 진 콜런. (~2011년)
- 1927년 - 대한민국의 교육인, 정치인 정희채. (~2020년)
- 1928년
  - 러시아의 무용수 박 비비안나. (~2013년)
  - 미국의 배우, 가수 앤 블라이스.
- 1931년 - 대한민국의 정치학자 겸 교육인, 이승만 대통령의 양아들 이인수. (~2023년)
- 1932년 - 대한민국의 교육자 유근림. (~2025년)
- 1933년
  - 대한민국의 법조인 윤일영. (~2022년)
  - 미국의 정치인 앤 리처즈. (~2006년)
- 1935년
  - 대한민국의 문학평론가 겸 시인 송백헌. (~2021년)
  - 일본의 지휘자 오자와 세이지. (~2024년)
- 1938년
  - 대한민국의 정치인 황교선. (~2022년)
  - 대한민국의 정치인 이상희. (~2023년)
  - 미국의 배우 릴리 톰린.
- 1941년 - 대한민국의 전 교수 이경아.
- 1944년 - 일본의 스키점프 선수 곤노 아키쓰구. (~2019년)
- 1946년
  - 대한민국의 제16대 대통령 노무현. (~2009년)
  - 영국의 가수 배리 깁.
  - 미국의 배우 수잔 백클리니. (~2024년)
- 1947년 - 대한민국의 공무원 최광.
- 1948년 - 대한민국의 바둑 기사 유건재. (~2021년)
- 1954년 - 대한민국의 시인 겸 대학 교수 최승호.
- 1955년 - 미국의 에어로빅스 지도자 빌리 블랭크스.
- 1956년 - 조선인민민주주의공화국 축구 감독 김정훈.
- 1957년
  - 대한민국의 언론인, 정치인 유종필.
  - 미국의 가수 글로리아 에스테판.
- 1958년 - 대한민국의 정치인 김원기.
- 1961년 - 대한민국의 기업인 유재민.
- 1962년 - 네덜란드의 축구 선수 뤼트 휠릿.
- 1964년 - 대한민국의 기초의회의원 김진.
- 1965년
  - 대한민국의 배우 겸 방송인 김상중.
  - 대한민국의 의원 서정진.
- 1966년
  - 대한민국의 산악인 한왕용.
  - 미국의 게임 디자이너 켄 러빈.
- 1967년 - 대한민국의 전 수영 선수, 정치인 최윤희.
- 1970년 - 대한민국의 배우 황정민.
- 1971년
  - 대한민국의 배우 이한갈.
  - 터키의 전 축구 선수 하칸 쉬퀴르.
  - 미국의 성우 겸 각본가 데이브 위튼버그.
- 1972년 - 대한민국의 교육자 유재현.
- 1974년
  - 영국의 배우 번 고먼.
  - 일본의 에니메이션 감독 야마모토 유타카.
- 1976년 - 일본의 전 축구 선수 후쿠니시 다카시.
- 1977년
  - 스페인의 축구 선수 다비드 알벨다.
  - 일본의 배우 미야기 켄타로.
- 1978년
  - 대한민국의 기상 캐스터 홍서연.
  - 일본의 성우 나카지마 사키.
  - 미국의 축구 선수 올 루커스.
- 1979년
  - 일본의 배우 시미켄.
  - 미국의 전 야구 선수 제이슨 스코비.
- 1980년
  - 대한민국의 배우 김재화.
  - 잉글랜드의 배우 라라 펄버.
- 1981년
  - 대한민국의 가수 박효신.
  - 대한민국의 야구 선수 이성우.
  - 대한민국의 래퍼 여운.
  - 대한민국의 기업인 강혜원.
- 1982년
  - 대한민국의 아나운서 전진영.
  - 대한민국의 래퍼, 음악가 이그니토.
- 1983년
  - 대한민국의 축구 선수 이종민.
  - 대한민국의 펜싱 선수 김정환.
  - 스페인의 축구 선수 호세 안토니오 레예스. (~2019년)
- 1984년
  - 스웨덴의 작곡가 루드비그 예란손.
  - 일본의 배우 히라오카 유타.
  - 미국의 음악가 조 트로먼. (폴 아웃 보이)
- 1985년 - 대한민국의 성우 천지선.
- 1986년
  - 중국의 배우 장수잉.
  - 대한민국의 배우 백은혜.
  - 프랑스의 프로 테니스 선수 가엘 몽피스.
- 1987년
  - 대한민국의 배구 선수 이소라 (한국도로공사 하이패스).
  - 미국의 야구 선수 션 오설리반.
  - 대한민국의 가수 이지.
  - 대한민국의 가수 임지안.
- 1988년
  - 대한민국의 희극인 최우선.
  - 일본의 축구 선수 요시카와 다쿠야.
- 1989년
  - 대한민국의 배우 김아빈.
  - 대한민국의 배우 정다운.
  - 대한민국의 가수 김호연.
  - 대한민국의 배우 정원창.
  - 대한민국의 가수 이도진.
  - 러시아의 축구 선수 아르투르 유수포프.
  - 잉글랜드의 축구 선수 대니얼 스터리지.
- 1990년
  - 스위스의 싱어송라이터 멜라니 르네.
  - 대한민국의 연극배우 김상아.
  - 대한민국의 유튜버 킴성태.
  - 독일의 가수, 작곡가 앤 소피.
- 1991년
  - 대한민국의 모델, 기업인 김민영.
  - 대한민국의 야구 선수 김선기.
- 1992년
  - 대한민국의 가수 우혜림 (원더걸스).
  - 대한민국의 가수 윤지환.
- 1993년
  - 대한민국의 성우 박시윤.
  - 미국의 싱어송라이터 메건 니콜.
  - 일본의 야구 선수 이마나가 쇼타.
- 1994년
  - 미국의 가수 비앙카 라이언.
  - 대한민국의 가수 슬기.
- 1995년
  - 대한민국의 배우 김민하.
  - 대한민국의 야구 선수 안중열. (롯데 자이언츠)
  - 스페인의 축구 선수 무니르 엘 하다디.
  - 캐나다의 아이스하키 선수 네이선 매키넌.
- 1996년 - 미국의 배우 겸 가수 젠데이아.
- 1997년
  - 대한민국의 가수 정국 (방탄소년단).
  - 대한민국의 배우 김승윤.
- 1998년 - 대한민국의 전 야구 선수 박성우.
- 2000년
  - 대한민국의 배우 진호은.
  - 대한민국의 유도 선수 김민종.
  - 일본의 배우 다이고 코타로.
- 2001년 - 프랑스의 태권도 선수 알테아 로랭.
- 2003년
  - 대한민국의 가수 안유진 (IZ*ONE, 아이브).
  - 대한민국의 야구 선수 김서준.
  - 대한민국의 축구 선수 박승호.
- 2004년 - 대한민국의 가수 예주. (아이칠린)
- 2006년 - 대한민국의 유튜버 마이린.

## 사망
- 1159년 - 제169대의 교황 하드리아노 4세. (1154년~)
- 1636년 - 프랑스의 수학자 마랭 메르센. (1588년~)
- 1715년 - 프랑스의 국왕 루이 14세. (1638년~)
- 1894년 - 미국의 군인 보스턴 코빗. (1832년~)
- 1986년 - 미국의 배우 머리 해밀턴. (1923년~)
- 1990년 - 대한민국의 배우 최봉. (1923년~)
- 1997년 - 대한민국의 정치인 박준호. (1912년~)
- 2001년 - 대한민국의 정치인 김경인. (1925년~)
- 2006년 - 미국의 텍사스주 지사 존 코널리의 영부인 넬리 코널리. (1919년~)
- 2008년 - 독일의 육상 선수 카를 카우프만. (1936년~)
- 2009년 - 대한민국의 배우 장진영. (1972년~)
- 2016년 - 대한민국의 야구 선수 유두열. (1956년~)
- 2017년 - 영국의 추기경 코맥 머피오코너. (1932년~)
- 2021년
  - 미국의 프로레슬링선수 데프니.(1975년~)
  - 필리핀의 권투 선수 레오폴도 세란테스.(1962년~)
- 2023년
  - 일본의 정치인 나카무라 쇼자부로. (1934년~)
  - 미국의 정치인 빌 리처드슨. (1947년~)
  - 미국의 싱어송라이터 지미 버핏. (1946년~)
- 2024년
  - 대한민국의 사회학자 김왕식. (1953년~)
  - 코트디부아르의 축구 선수 솔 밤바. (1985년~)
  - 홍콩의 영화배우 서소강. (1950년~)
  - 일본의 탁구 선수 쓰노다 케이스케. (1933년~)

## 기념일
- 통계의 날:  대한민국
- 방재의 날:  일본
- 기자의 날:  중화민국
- 지식의 날(Knowledge Day):  러시아
- 교사의 날:  싱가포르
- 제헌절:  슬로바키아
- 아마존 원주민 및 알래스카 원주민 문화유산의 달 시작일:  가이아나
- 무장투쟁 시작 기념일:  에리트레아 관련 항목

- 전날: 8월 31일 다음날: 9월 2일 - 전달: 8월 1일 다음달: 10월 1일
- 음력: 9월 1일
- 모두 보기